# Wide-band Internetworking Engineering Test and Demonstration Satellite
Wide-band Internetworking Engineering Test and Demonstration Satellite o WINDS, también conocido como Kizuna, es un satélite de comunicaciones experimental japonés lanzado el 23 de febrero de 2008 mediante un cohete H-2A desde la base de Tanegashima.
La misión de Kizuna es demostrar la viabilidad de proporcionar acceso de banda ancha a Internet mediante la frecuencia de la banda Ka a áreas remotas de Japón y el sureste asiático utilizando antenas receptoras pequeñas, de hasta 45 cm de diámetro, para alcanzar tasas de recepción de hasta 155 Mbit/s y de hasta 6 Mbit/s de subida.